# Cappella della Madonna della Neve (Sassello)
La cappella della Madonna della Neve (detta anche Mausoleo) è un luogo di culto cattolico situato nel comune di Sassello, in provincia di Savona. La chiesa è di proprietà privata.

## Storia e descrizione
Collegata visivamente con la chiesa di san Giovanni Battista, è di forma circolare di circa 8 metri di diametro con tetto a cono in scandole di legno. Priva di campanile e sacrestia, riporta sopra l'ingresso sul lato nord un'iscrizione con la data del 1854.
Al centro del pavimento si trova una lastra in marmo che copre una sepoltura. Anche l'altare è in marmo e sopra di esso si trova un quadro della Vergine.